# Xã Spencer, Michigan
Xã Spencer (tiếng Anh: Spencer Township) là một xã thuộc quận Kent, tiểu bang Michigan, Hoa Kỳ. Năm 2010, dân số của xã này là 3.960 người.